# Ebele Okaro
Ebele Okaro Onyiuke (nacida el 19 de enero) es una actriz y productora de cine nigeriana.

## Biografía
Okaro nació en Londres y se crio en el estado nigeriano de Enugu. Comenzó a actuar mientras asistía a la escuela primaria de Santa María y continuó en la secundaria Reina del Santo Rosario de Nsukka. Después de comenzar la carrera de Educación en la Universidad de Calabar, descubrió que su pasión por las artes dramáticas seguía creciendo y obtuvo una licenciatura en Artes Teatrales. Su madre era productora de televisión y su padre era un ingeniero que tenía un gran interés por las artes y la literatura.

## Carrera
Después de su graduación, participó durante su Servicio Nacional de la Juventud en la Autoridad Nigeriana de Televisión, donde aprovechó para aparecer en televisión. Sin embargo, con el declive de la industria cinematográfica nigeriana (conocida como Nollywood), tomó un trabajo en una embajada en Lagos y luego en un banco antes de volver a la actuación.
En 2014, produjo y actuó en Musical Whispers, una película que aboga por el cuidado amoroso de los niños con autismo. La película contó con la participación de Chioma Chukwuka y Kalu Ikeagwu.
Se ha hecho conocida como la "Mamá de Nollywood" y se ha ganado el respeto de aficionados y colegas.

## Filmografía
| Año  | Título                           | Rol           | Director         | Referencias |
| ---- | -------------------------------- | ------------- | ---------------- | ----------- |
|      | Eziza                            |               |                  | [ 4 ] [ 3 ] |
|      | Moving Fingers                   |               |                  |             |
|      | Red Light                        |               |                  |             |
|      | Shallow Waters                   |               |                  |             |
|      | Third Eye                        |               |                  |             |
| 1996 | Hostages                         |               | Tade Ogidan      | [ 8 ]       |
| 2006 | 30 Days                          | Mama Alero    | Mildred Okwo     | [ 9 ]       |
| 2014 | Bambitious                       | Dr. Ese       | Okechukwu Oku    | [ 10 ]      |
| 2014 | Chetanna                         |               | Ikechukwu Onyeka | [ 11 ]      |
| 2014 | Musical Whispers                 | Jasmine       | Bond Emerua      | [ 5 ] [ 6 ] |
| 2016 | 4-1-Love                         | Uju's Mother  | Ikechukwu Onyeka |             |
| 2015 | The Powerful Babies              | Chioma        |                  |             |
| 2017 | Karma                            | Mama Ngozi    | Mayor Ofoegbu    | [ 12 ]      |
| 2019 | Living in Bondage: Breaking Free | Eunice Nworie | Ramsey Nouah     |             |